# Tasvir-i Efkar
Tasvîr-i Efkâr (en turc otomà: تسوير افكار, lit. 'Herald de les Idees') va ser un diari otomà de llarga durada que va existir entre 1862 i 1925 amb algunes interrupcions. El diari va ser una de les primeres publicacions de propietat privada a l'Imperi Otomà.[1] És conegut pel seu fundador İbrahim Şinasi i pels seus principals editors, inclosos Namık Kemal i Yunus Nadi.

## Història i perfil

### Primer període (1862-1868)
Tasvîr-i Efkâr es va publicar per primera vegada el 27 de juny de 1862 encara que la seva llicència es va concedir el 14 de maig de 1861. El diari sortia dues vegades per setmana. El seu fundador i editor en cap va ser İbrahim Şinasi.[5][6] En el primer número va declarar que l'objectiu del document era expressar la veu del públic. Poc després del seu inici, Tasvîr-i Efkâr va gaudir de nivells més alts de circulació. Şinasi va editar el diari fins al 30 de gener de 1865 quan va abandonar l'Imperi cap a Europa. Durant la seva edició, Tasvîr-i Efkâr va incloure menys notícies sobre les activitats de les classes altes i els viatges del sultà Abdülaziz. En canvi, es va centrar en notícies relacionades amb el públic com incendis, impostos, producció de cultius, activitats comercials i educatives.Durant el mateix període Tasvîr-i Efkâr va incloure nombrosos poemes de Şinasi que també va publicar les traduccions turcs otomans de poemes francesos.
Şinasi va ser substituït per Namık Kemal en el càrrec que va ampliar la cobertura de Tasvîr-i Efkâr. El seu mandat va durar fins al 1867 quan va haver d'abandonar l'Imperi a causa de l'augment de la pressió del govern sobre ell. El document va ser editat per Recâizâde Mahmud Ekrem ve Kayazâde Reşad fins al seu tancament el 1868. Va produir 835 números durant aquest període.

### Segon període (1909-1925)
La llicència del diari es va vendre a Ebüzziyâ Mehmed Tevfik el 1909, i es va redissenyar sota el títol Yeni Tasvîr-i Efkâr del qual va aparèixer el primer número el 31 de maig de 1909. Süleyman Nazif va col·laborar amb Ebüzziyâ Mehmed Tevfik en la publicació del document. , però el va deixar aviat. Va ser tancat moltes vegades durant aquest període, però va reprendre la seva publicació amb diferents títols. Després de la mort d'Ebüzziyâ Mehmed Tevfik el gener de 1913, el diari va ser propietat dels seus fills, Talha i Velid Ebüzziya.
L'editor del diari sota la propietat dels germans Ebüzziya era Yunus Nadi. El seu editor va ser Matbaa-i Ebüzziya, amb seu al districte de Nuruosmaniye d'Istanbul. El diari va donar suport al moviment independentista liderat per Mustafa Kemal a causa del qual va ser censurat amb freqüència. Tasvîr-i Efkâr és el primer diari otomà que va publicar una fotografia i biografia de Mustafa Kemal. El paper es va plegar immediatament després de l'ocupació d'Istanbul el 1918 i els seus propietaris es van exiliar a Malta.
Després del retorn de Velid Ebüzziya a Istanbul el 1921, el diari es va reiniciar amb el títol Tevhîd-i Efkâr el 2 de juliol. Perquè no va poder obtenir una llicència pel seu títol original. El document es va publicar fins al 4 de març de 1925 quan va ser tancat pel Tribunal de la Independència d'Istanbul. El motiu del seu tancament va ser la seva posició d'oposició contra el govern turc. El tribunal va utilitzar la Llei per al manteniment de l'ordre, que s'havia posat en vigor després del motí liderat pel xeic Said, com a base per a la seva prohibició.